# 아클린스섬

아클린스 섬

아클린스섬(영어: Acklins)은 바하마의 섬이자 바하마의 행정구역이다. 면적은 389km2, 인구는 560명(2010년 기준)이다. 이 섬은 아클린스만이라고 불리는 크고 얕은 석호를 따라 배열된 섬 그룹 중 하나이며, 그 중 가장 큰 섬은 북쪽의 크루커드섬(200km2 또는 76sq mi)와 북쪽의 아클린스섬(310km2 또는 120sq mi)이다. 남동쪽에 있고 더 작은 섬은 북서쪽에 있는 롱 케이(Long Cay, 구 포춘 아일랜드, 21km2))와 남쪽에 있는 캐슬섬이다.